# Salturt
Salturt (Salicornia) er en slægt med 3-6 arter, der er udbredt i Nordafrika, Mellemøsten, Kaukasus, Centralasien, Østasien, Sibirien og Nordamerika. Det er enårige, sukkulente urter, som er tilpasset et liv i saltholdig jord (halofytter). Stænglerne er hårløse, nedliggende til opstigende og flerdobbelt forgrenede. Unge skud er kødede og leddelte, mens ældre skud kan blive let træagtige. Bladene er modsatte med skælagtige bladplader, der omslutter skuddet helt. Blomsterne er samlet i aksagtige, endestillede stande. De enkelte blomster en uanselige med tre kødede , lysegrønne kronblade. Frugterne er kapsler med få, gulbrune, behårede frø.
Planterne er spiselige, men ret salte. De regnes for gastronomiske specialiteter.
| Beskrevne arter |

- Kveller (Salicornia europaea) eller Almindelig Salturt

| Andre arter |

- Salicornia bigelovii
- Salicornia depressa